# Sunset Boulevard
Sunset Boulevard este o stradă din Comitatul Los Angeles, California, care se întinde de la Figueroa Street din centrul orașului Los Angeles până la Pacific Coast Highway spre Oceanul Pacific din districtul Pacific Palisades, Los Angeles. Sunset Boulevard este asociată cu Hollywoodul. Strada trece prin Beverly Hills și are 39 km.